# Emprise irrégulière
L’emprise irrégulière correspond à une atteinte portée par une personne publique à un droit immobilier. Cette atteinte peut se traduire par l'occupation du bien ou par une dépossession du titulaire du droit réel (mainmise de l'administration sur une propriété privée). Elle peut être régulière et irrégulière, car dans certaines hypothèses, l'emprise est permise par la loi (pour la réalisation de travaux publics par exemple). L'emprise irrégulière se caractérise par l'absence de titre régulier. La compétence relève alors du juge judiciaire qui est gardien de la propriété privée (contentieux en réparation des emprises irrégulières), mais il va seulement juger de l'indemnisation sans se prononcer sur la régularité ou non.
Exemple : Tribunal des conflits, 23 avril 2007 - Arrêt ONF : La commune fait des travaux et doit passer sur une parcelle privée, ce qui donne lieu à la conclusion d'une convention avec la personne privée concernée. L'administration est autorisée à déboiser 7 mètres de large de la forêt sur l'axe de la canalisation, mais elle en déboise 17 mètres : cela constitue une emprise irrégulière.
Depuis la décision du Tribunal des conflits, Époux Pannizon c. Commune de Saint Palais sur mer, en date du 9 décembre 2013, le juge administratif est également compétent pour se prononcer sur l'indemnisation. Cette décision est consécutive à la décision M. Bergoend c. Société ERDF Annecy Léman du 17 juin 2013 où le tribunal des conflits avait redéfini la théorie de la voie de fait en conditionnant celle-ci à l'extinction d'un droit de propriété et non plus à une atteinte à un droit de propriété entraînant de facto la suppression de la théorie de l'emprise irrégulière, le juge judiciaire n'étant dorénavant compétent pour se prononcer sur l'indemnisation qu'en cas de dépossession définitive (ce qui n'est pas le cas dans la théorie de l'emprise irrégulière).

## Arrêt de référence
- Arrêt du Tribunal des Conflits 17 mars 1949: "Hotel du Vieux Beffroi"

## Source
- Cours de droit administratif de l'Université de Nice